# Mohéli
Mohéli, aussi appelée Mwali en comorien, est à la fois un État fédéré de l'union des Comores et l'une des quatre principales îles qui composent l'archipel des Comores, lui-même situé dans l'océan Indien à l'entrée nord du canal du Mozambique. C'est la plus petite et la plus touristique des trois îles de l'Union des Comores. Sa population était en 2015 d'environ 52 360 personnes et sa capitale est Fomboni. Les principaux groupes ethniques qui l'ont composée, comme pour toutes les autres îles, sont d'origines bantoue, arabe, malaise, malgache et européenne. Mais la religion pratiquée par l'ensemble de la population est l'islam.

Drapeau de Mohéli.

## Géographie

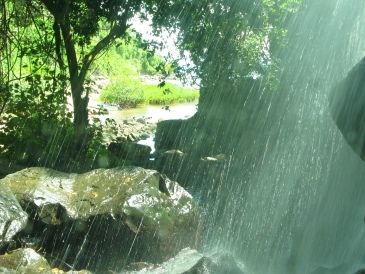
Chute d'eau dans la forêt tropicale

L'île de Mohéli est la plus ancienne des îles de l'union des Comores, et contrairement aux autres, elle possède des sols argileux qui peuvent retenir l'eau. C'est également la plus petite de ces îles.

### Faune

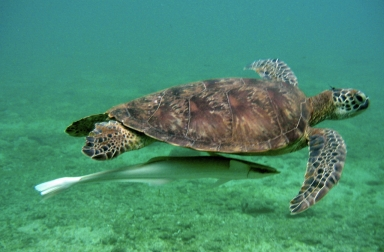
Tortue verte à Ouallah.

L'île possède de nombreuses plages de sable blanc où viennent se reproduire les tortues vertes. Un parc marin a été créé en 1999 en partenariat avec les associations villageoises. Cette initiative exemplaire a été finaliste pour le prix de l'Initiative Équateur par les Nations unies en 2002.

## Histoire

Le drapeau du sultanat de Mohéli (Mwali).

On estime que le premier établissement de migrants venant de Madagascar a eu lieu au IXe siècle. Mohéli s'est trouvée soumise au sultanat d'Anjouan jusqu'en 1830. Cette année-là, des migrants de Madagascar conduits par Ramanetaka, qui plus tard changea son nom en Abderemane, prirent l'île et établirent le sultanat de Mohéli.
En 1886, la France y imposa un protectorat. Plusieurs révoltes ont lieu, en 1899 et 1902, réglées dans le sang. En 1909, à la suite d'une rocambolesque histoire d'amour, la France annexe l'île, la dernière reine, Salima Machamba, ayant abdiqué et supprimé le sultanat en 1902.
En 1975, à la suite du référendum d'autodétermination organisé par le pouvoir colonial français et de la victoire du camp de l'indépendance, les représentants élus de quatre îles Comores déclarent la création de la République des Comores, après une proclamation unilatérale solennelle devant cette assemblée, de l'indépendance par Ahmed Abdallah le chef du conseil de gouvernement, qui sera chassé du pouvoir trois semaines plus tard par Ali Soilih (1975-1978). À son retour au pouvoir, Ahmed Abdallah instaure la République fédérale islamique des Comores (RFIC) en 1978, avec l'aide de mercenaires français. Le pouvoir politique de la RFI des Comores est alors situé  à Moroni Grande Comore et l'administration.
En 1991, Mohéli proclame son indépendance, Saïd Mohamed Djohar envoie les troupes.
Mais ce n'est que le 11 août 1997, lorsque Mohéli rejoint Anjouan, qui avait proclamé son indépendance une semaine plus tôt, que celle-ci obtient une indépendance de fait. Said Mohamed Souef devient Président de l'île et Soidri Ahmed Premier ministre. Après négociations, Mohéli rejoint cependant la RFI des Comores en 1998. Depuis lors, les dirigeants de Mohéli essaient de rapprocher les points de vue entre Anjouan et la Grande Comore.
En décembre 2001, un commando de 13 mercenaires est défait par l'armée nationale de développement avec un seul blessé dans ses rangs.
En 2002, Mohéli ratifie le traité de la nouvelle constitution de l'union des Comores, qui laisse une plus grande place à l'autonomie des îles. Mohamed Saïd Fazul est alors élu président de l'île. Ses partisans ont gagné la majorité des sièges dans la délégation mohélienne au parlement pour les élections législatives de 2004.
En 2010, de nouvelles émeutes ont lieu à Foumboni, le président Sambi (de 2006 à 2011) ayant retardé la tenue de l'élection ; celle-ci, organisée en 2011, amène à la tête de l'État comorien un président de l'Union mohélienne, Ikililou Dhoinine.

## Politique
Mohamed Saïd Fazul a été élu en 2002 à la présidence de Mohéli face à Mohamed Hassanaly.
L'assemblée législative de l'île autonome de Mohéli comporte dix sièges et a été élue les 14 et 21 mars 2004. Neuf sièges ont été remportés par les partisans de Said Mohamed Fazul et le dernier par un partisan d'Azali Assoumani. En 2007, c'est Mohamed Saïd Fazul  qui a été élu président de l’île autonome de Mohéli (actuellement président remplacé par gouverneur) face à Said Mohamed Fazul. Après avoir écourté son mandat de deux ans, qui devait prendre fin en 2012, pour des problèmes de calendrier électoral, Mohamed Ali Said est réélu, en décembre 2010, gouverneur de l’île autonome de Mohéli face au candidat de la majorité présidentielle Said Ali Hilali. L’élection des conseillers de l’île a été remportée, à la majorité absolue, par le camp de Mohamed Ali Said.
À la suite des élections législatives et communales déroulées en 2015, c'est le parti du gouverneur Mohamed Ali Said qui a remporté la majorité à l'assemblée insulaire, s’alliant avec les conseillers (équivalents des députés au niveau national) de ceux des partisans et apparentés du Président Ikililou (parti UPDC).
En mai 2016, à la suite des élections des gouverneurs des îles, c'est Mohamed Said Fazul qui a remporté, face à la femme du Président Ikililou (Hadidja Dhoinine), les élections de gouverneur pour un mandant de 5 ans. C'est donc la deuxième fois qu'il prend les rênes de l’île de Moheli.
Pour rappel, au niveau national, c'est l'ancien président (2002-2006) Azali Assoumani qui remporte les élections devant Mohamed Ali Soilih. C'est donc son deuxième mandat (2016-2021) en tant que président de l'union des Comores.

### Divisions administratives
Le territoire de l'île autonome de Mohéli est divisé en communes. Pour des raisons administratives les communes sont groupées en préfectures, et réparties comme il suit :
- préfecture de Fomboni, chef-lieu Fomboni, 3 communes : Fomboni, Moinbassa, Moili Mdjini ;
- préfecture de Nioumachoua, chef-lieu : Nioumachoua, 2 communes : Moimbao, M'Lédjélé ;
- préfecture de Djando, chef-lieu : Ouanani, 1 commune : Djando.

## Économie
L'île de Mohéli est la plus petite et la plus pauvre des îles. Malgré les routes en très mauvais état, elle dispose de quelques belles plages, d'un parc naturel et d'hôtels (deux principaux, un à Fomboni et l'autre à Niouamachoua), ce qui permet d'espérer un essor du tourisme (mais les vols sont très rares et chers, le déplacement sur l'île est difficile à cause du mauvais état des routes).

### Sites touristiques

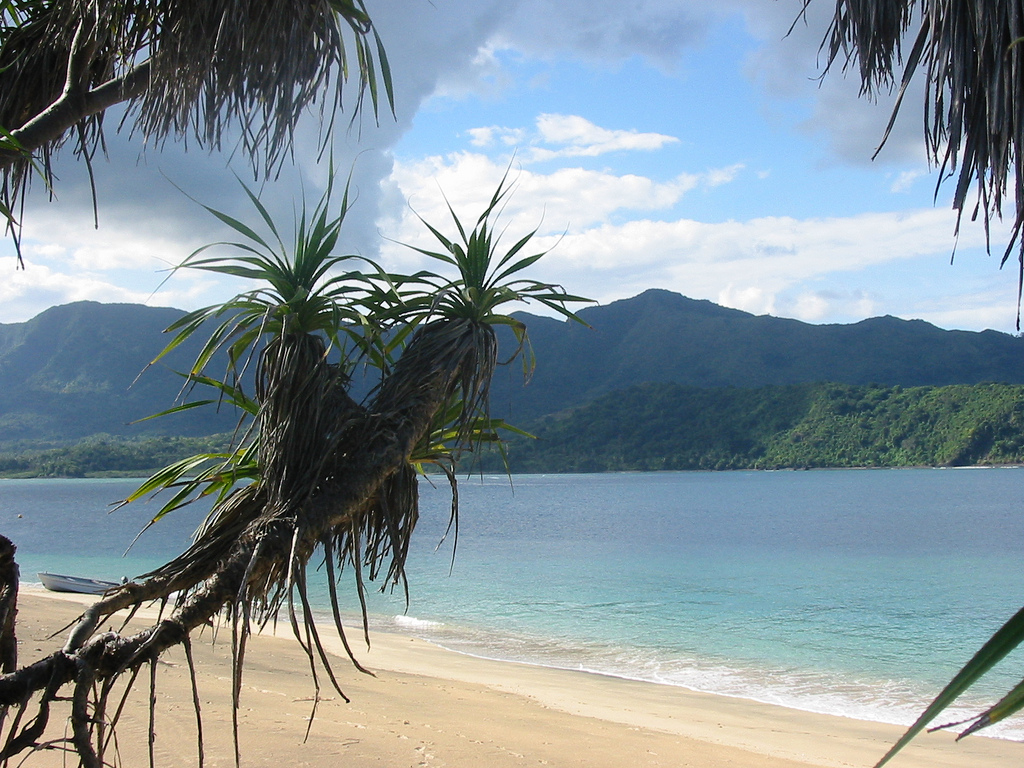
Plage de sable.

- Le lac d'Itsamia est une caldeira à laquelle les habitants prêtent des vertus magiques, ce qui a permis la préservation d'espèces végétales et animales endémiques. Il est aujourd'hui classé sur la liste du patrimoine mondial de l'Unesco.
- Le parc marin de Mohéli sur la commune de Nioumachoua
- Les plages, appréciées tant pour la baignade que pour la plongée sous-marine, mais aussi en tant que site de reproduction des tortues vertes.

## Villes et villages principaux
L'île de Moheli comporte quatre régions :
- Dewa
- Mledjelé
- Djando
- Moimbao

Localités de l’île :
- Fomboni (capitale de l’île et de la région de Dewa)
- Djoièzi
- Bandar Salama
- Boingoma
- Mbatsé 1
- Mbatsé 2
- Nioumachoua (capitale de la region de Mledjelé)
- Ndrodroni
- Ouallah 1
- Ouallah 2
- Nremeani
- Miringoni (capitale de la région de Moimbao)
- Hoani (inclus Ngamaroumbo)
- Domoni
- Hamba
- Barakani
- Wanani (capitale de la région de Djando)
- Mlabanda
- Siry Zouridani
- Nkangani
- Hagnamoida
- Itsamia
- Hamavouna
- Moihani

## Protection environnementale
Le lac Dziani Boundouni situé au sud de l'île constitue un site Ramsar de première importance.
Depuis 2020, l'île abrite une réserve de biosphère reconnue par l'UNESCO.